# Deathcountry
La deathcountry ou death country est un genre de musique country, qui mélange la country traditionnelle avec un punk rock, sombre et anarchiste, et un style tenant du néofolk voire du psychobilly
Depuis la fin des années 1990, la deathcountry s'est répandue sur la scène musicale. Le terme a été utilisé la première fois par Hank Ray (Raymen), le « père de la Deathcountry ».
Le style deathcountry vient de la musique country et de la musique folk traditionnelle des années 1930-1940 aux États-Unis, avec des artistes comme Jimmy Rogers ou Hank Williams. Comme dans la musique country ou pop, les groupes de deathcountry utilisent des instruments classiques : guitare, contrebasse, banjo, fiddle et le lap-steel. Les paroles parlent généralement d'individus asociaux, de hors-la-loi, des sujets morbides et bizarres comme la mort et la rébellion. La scène deathcountry a ses racines dans les mouvements punks et rockabilly.
Parmi les artistes influent de deathcountry, on trouve Hank Ray, CoffinShakers, Undead Syncopators, Those Poor Bastards, Zeno Tornado, Elliott Brood ou Sons of Perdition. Un groupe comme The Cramps a aussi des influences country mélangées avec un style rockabilly, garage rock et punk.